# Carlos Enrique García Camader
Carlos Enrique García Camader (Lima, 14 de agosto de 1954) é um prelado peruano, atual bispo de Lurín, Peru.

## Biografia
Carlos Enrique García Camader estudou filosofia e teologia no Seminário Maior São Toríbio de Mongrovejo em Lima e foi ordenado sacerdote em 8 de dezembro de 1981. Em 1981 tornou-se vigário da paróquia de Santísima Cruz, Barranco, Lima. Em 1984 tornou-se Vice-Reitor e depois Reitor do Seminário Preparatório "Casa de Nazareth" em Lima e em 1991 Reitor do Seminário Maior São Toríbio de Mongrovejo e ao mesmo tempo Secretário Executivo da Comissão Episcopal para Seminários e Vocações da Comissão Vocacional da Arquidiocese de Lima.
Em 16 de fevereiro de 2002, João Paulo II o nomeou Bispo Titular de Villamagna in Proconsulari e Bispo Auxiliar em Lima. O Arcebispo de Lima, Cardeal Juan Luis Cipriani Thorne, concedeu-lhe a consagração episcopal na Catedral de Lima em 7 de abril do mesmo ano; Os co-consagradores foram Rino Passigato, Núncio Apostólico no Peru, e Alcides Mendoza Castro, Arcebispo de Cuzco.
Papa Bento XVI nomeou-o Bispo de Lurín em 17 de junho de 2006.